# Микроконтролер
Микроконтролер је дигитална електронска направа у облику интегрисаног кола. Намјена микроконтролера је управљање уређајима и процесима, па у себи има интегрисан микропроцесор, меморију, дигиталне и аналогне улазе и излазе, дигиталне сатове („тајмере“), бројаче („каунтере“), осцилаторе, комуникационе склопове („интерфејсе“) и друге додатке за које је некада био потребан низ посебних интегралних кола („чипова“). Микроконтролер нормално ради у контролној петљи, дакле очитава улазе и затим подешава излазе у складу са својим програмом. Петља се стално понавља док траје контрола процеса. Брзина микроконтролера се мери у посебним јединицама-Флопсовима.

## Микроконтролер или микропроцесор
Главна разлика између модерних микропроцесора и микроконтролера је да су први оптимизовани за брзину и перформансе код рачунарских програма, док су микроконтролери оптимизовани у правцу интеграције већег броја кола, управљања процесима у стварном времену (real-time control), масовну производњу, ниску цијену, и малу потрошњу струје. Микроконтролери су отпорнији и на варијације напона, температуре, влажности, вибрације и тако даље.

## Историја
Са појавом првих микропроцесора 1971. године, почела је и њихова употреба у контролне сврхе. Међутим типичан систем је захтијевао велики број додатних кола за рад, као што су били АД претварачи (A/D converters), бројачи, осцилатори и друго. Временом је дошло до интегрисања потребних компоненти у једно коло, и тако је створен модерни микроконтролер.
Један од првих је био Моторола 6801 микроконтролер, развијен од 6800 микропроцесора. Касније, 1985. године је од 6801 створен популарни 68HC11 са тад новом HCMOS технологијом, која је омогућила мању потрошњу, мању осјетљивост на сметње и бржи рад.

Данас многи модели могу да раде и врше контролу мањих уређаја без икаквих спољних дијелова, или са минималним бројем истих.
Производња микроконтролера износи неколико милијарди годишње и знатно премашује производњу микропроцесора, типичних за личне компјутере (personal computers).

## Дијелови
Разне врсте ће имати разне модуле интегрисане у микроконтролер. Ипак већина укључује као минимум сљедеће дијелове:
- Микропроцесор
- РОМ, ЕПРОМ (EPROM) или флеш меморију (flash memory)
- РАМ (RAM) меморију
- Осцилатор
- Сат
- Бројач (counter)
- Вочдог тајмер (watchdog timer)
- Дигиталне улазе и излазе

Већина уз те посједује и:
- Аналогне улазе и излазе
- Комуникациони склоп (интерфејс), УСАРТ (USART), ССП (SSP) и друге
- Аналогне поређиваче напона (напонске компараторе)
- Модулатор ширине пулса (PWM modulator) за контролу мотора
- и друге.

## Употреба
Користе се у најразличитијим модерним уређајима. У роботима, телекомуникационим уређајима, сателитима, аутомобилима, инструментима, мобилним телефонима, камерама, кућним уређајима као што су машине за прање рубља, микроталасне рерне, кућним пекарама хлеба и другдје.

## Будућност
Микроконтролери су од седамдесетих година прошлог вијека имали брз развој. Све више и више раније одвојених кола је интегрисано, програмирање је олакшано увођењем „флаш“ (flash) меморија (које се могу много пута брисати и писати), смањена је потрошња струје (важно за батеријске уређаје), а понуда различитих контролера је невјероватно широка. Данас такође постоје и 8, 16, 32 и 64 битни модели, као и ДСП (DSP) модели подешени за брзе математичке операције са проширеним сетом инструкција.

## Произвођачи
- Микрочип (Microchip)
- Интел (Intel)
- Атмел (Atmel) Архивирано на веб-сајту  (21. мај 2011)
- Моторола (промијенила име свом одјелу контролера у Фрискејл (Freescale))
- Тексас Инструментс (Texas Instruments)
- Зилог (Zilog)